# اگر ما ملاقات کنیم یا نکنیم
اگر ما ملاقات کنیم یا نکنیم (به هندی: Miley Naa Miley Hum) فیلمی محصول سال ۲۰۱۱ و به کارگردانی تنویر خان است. در این فیلم بازیگرانی همچون کانگانا رانوت، نیرو باجوا، ساگاریکا غاتگ، چیراگ پاسوان، تانیا آبرول، کبیر بدی، پونام دیلون، دالیپ تاهیل و سورش منون ایفای نقش کرده‌اند.